# Mary Lee Woods
Mary Lee Woods, née le 12 mars 1924 et morte le 29 novembre 2017, est une mathématicienne et programmeuse informatique britannique. Elle travailla en équipe à l'École d'informatique de l'Université de Manchester, au développement de programmes pour les premiers ordinateurs électroniques : le Mark 1 (1949), Ferranti Mark I (1951) et Mark 1 Star. 
Elle est l'épouse du chercheur en informatique Conway Berners-Lee (en) et la mère de Tim Berners-Lee (inventeur du World Wide Web). Elle est parfois considérée comme « la grand-mère du web ».

## Biographie
Elle naît à Hall Green, Birmingham. Ses parents, Bertie Woods et Ida Burrows, sont enseignants.
Elle étudie à la Yardley grammar school, où elle obtient une bourse en mathématiques pour étudier à l'université de Birmingham. Durant la Seconde Guerre mondiale, elle travaille à Malvern dans le Telecommunications Research Establishment. Elle travaille ensuite en astronomie en Australie à l'observatoire du Mont Stromlo.
Elle est recrutée en 1951 comme programmeuse à Manchester pour Ferranti.